# Miguel Barberà Doménech
Miguel Barberà Doménech (Atzeneta del Maestrat, l'Alcalatén, 15 d'abril de 1981) és un actor i model valencià.
Com a model ha desfilat a diverses passarel·les de moda entre les quals destaca la Cibeles de Madrid, de la mà del dissenyador valencià Francis Montesinos. El 2004, amb 23 anys, fou proclamat Mister Castelló. El mateix any comença a assistir a diversos cursos d'interpretació i art dramàtic el que li permetrà donar el salt a la televisió, el cinema i el teatre.
Miguel Barberà guanya popularitat entre el públic valencià arran de la seua participació en la sèrie de televisió "L'Alqueria Blanca" de Canal Nou on interpreta el paper protagonista d'un jove pilotaire, al costat de Nani Jiménez. El 2009 apareix a les pantalles de l'Estat espanyol com a protagonista junt a l'actriu catalana Bea Segura a la sèrie "Los exitosos Pells" per al canal Cuatro.
Al cinema ha aparegut en diversos curtmetratges i pel·lícules per a televisió, així com a la pel·lícula "9 meses" del director valencià Miguel Perelló. S'estrenà al teatre amb l'obra "El capo" junt al seu company de repartiment a l'Alqueria Blanca Ferran Gadea.
El 2008 va rebre el Premi Berlanga a l'actor revelació pel seu paper a la reeixida sèrie L'Alqueria Blanca.

## Obres[calcitació]

### Televisió
- 2006 - Negocis de família (1 episodi)
- 2007-2009 - L'Alqueria Blanca
- 2008 - Hospital Central
- 2009 - Los exitosos Pells
- 2012 - " Toledo. Cruce de destinos"

### Cinema
- 2004 - Reality (Curtmetratge)
- 2004 - Rouge (Curtmetratge)
- 2005 - Cumpleaños feliz (Curtmetratge)
- 2007 - La energía (Curtmetratge)
- 2007 - 3.19